# Земо-Хеви (Шуахевский муниципалитет)
Земо-Хеви (груз. ზემო ხევი) — село в Грузии, на территории Шуахевского муниципалитета автономной республики Аджария.

## География
Село находится в юго-западной части Грузии, на правом берегу реки Ванисцкали (бассейн Аджарисцкали), на расстоянии 5 километров (по прямой) к северу от посёлка городского типа Шуахеви, административного центра муниципалитета. Абсолютная высота — 1101 метр над уровнем моря.

## Население
По результатам официальной переписи населения 2014 года, в Земо-Хеви проживало 135 человек (62 мужчины и 73 женщины). В национальной структуре населения грузины составляли 100 %.
| Год  | Население, человек |
| ---- | ------------------ |
| 2002 | 270                |
| 2014 | ↘ 135              |